# Hoppá!!!
A Hoppá!!! a Baby Sisters második stúdióalbuma, egyben a legsikeresebb is, hiszen a 6. helyet érte el a MAHASZ albumeladási listán, és 14 hétig volt fenn. Akárcsak a debütáló albumnak, ennek is a felvételei a Gold Record kiadóban történtek, így a dalok szerzői Berkes Gábor (zene), és Valla Attila (szöveg), a kivételek dalok listájában vannak felsorolva. Ezen az albumon hallható a Szeress!!! című dal rádiókban játszott változata, melyből videóklip is készült. Az albumról még a Még egy tánc és a Csókolj még! című dalok váltak ismertté.

## Dalok listája
1. Még egy tánc 4:40
2. Dobtam a fiúmat 3:23 (eredeti előadó és zene: Harold Stott)
3. Vesztesek klubja 3:53
4. Hé, elnök úr! 3:49
5. Szeretlek téged 4:28
6. Leltár 4:04
7. Boldogan élj... 3:44 (zene és hangszerelés: Kiss Gábor)
8. I Love You Joe 3:53
9. Szexpedíció 3:30 (szöveg: Geszti Péter)
10. Csókolj még 4:20
11. Szeress!!! (Berkes Remix) 3:49

## Külső linkek
- Zene.hu profil
- DiscoGS profil